# Bérczy Károly
Bérczy Károly (eredeti neve: Stand Károly) (Balassagyarmat, 1821. március 2. – Pest, 1867. december 11.) magyar író, költő, újságíró, műfordító, szerkesztő, a márciusi ifjak egyike, a Magyar Tudományos Akadémia levelező tagja (1859).

## Életpályája
Édesapja Bérczy János volt. 

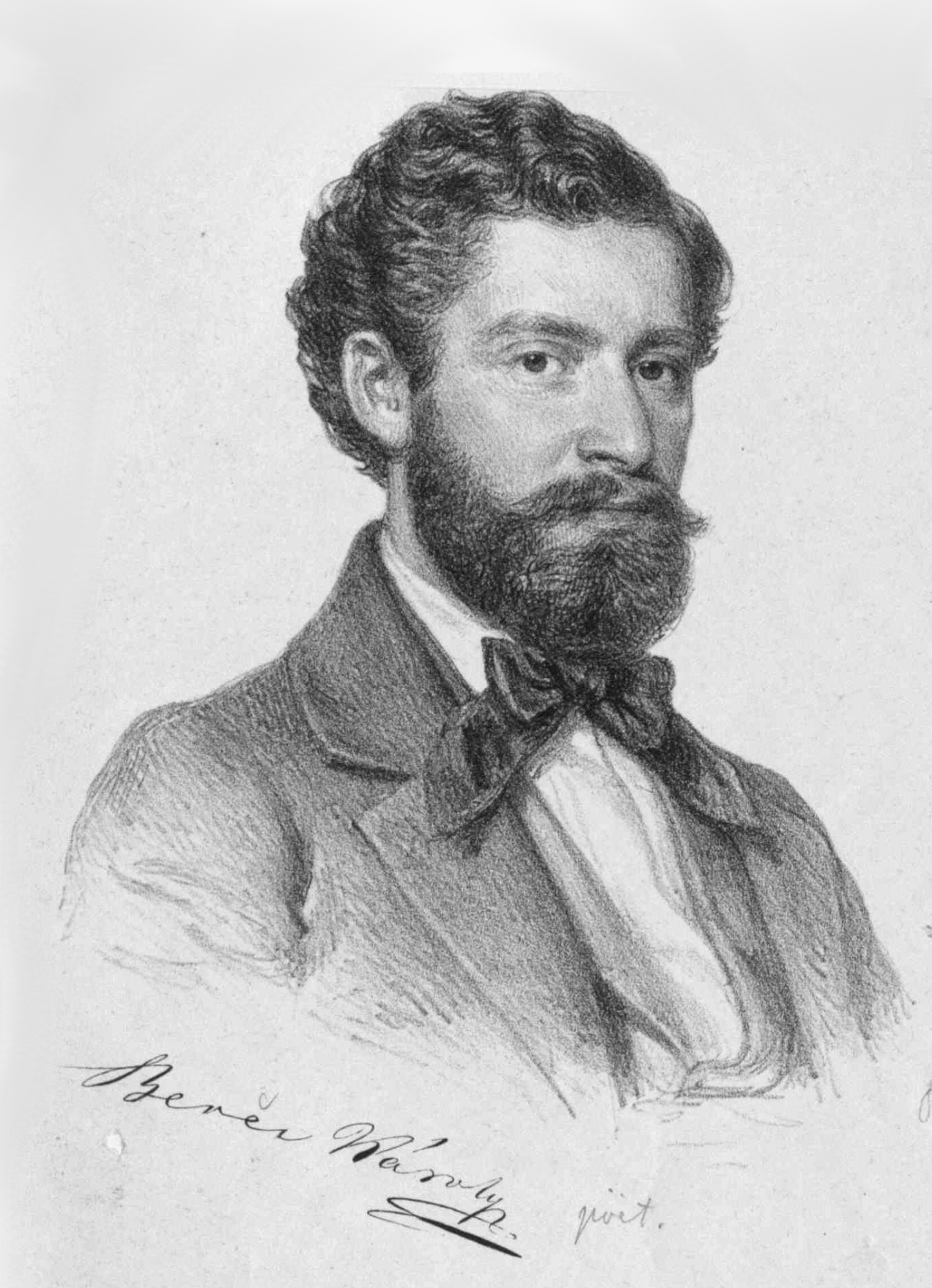
Bérczy Károly fiatalon

Jogász végzettségével a Helytartótanács munkatársaként fogalmazó volt 1842–1849 között, így 1847-től Széchenyi István irányításával dolgozott a közlekedési osztályon, ahol gróf Széchenyi István oldalán teljesített titkári szolgálatot. Betegsége miatt megvált a hivataltól és újságíró lett.
1846-ban tagja volt a Tízek Társaságának. Részt vett az 1848–49-es forradalom és szabadságharcban. 1854-től a Politikai Újdonságok főmunkatársa volt. Előbb a Pesti Napló külpolitika rovatát vezette, majd ő indította meg 1857. január 15-én az első magyar nyelvű sportlapot, Lapok a lovászat és vadászat köréből címmel. (A lap címe 1858-tól 1918-ig Vadász és Versenylap volt.) Német vonatkozású vadászati szótárt is publikált. Madách Imréről, akinek barátja volt, Bérczy írta meg az első életrajzot. 1859-ben a Magyar Tudományos Akadémia levelező tagja lett. 1862-ben tagja lett a Kisfaludy Társaságnak. 1867-ben nemességet kapott.

## Munkássága
Madách Imre barátja és első életrajzírója volt. Amikor az akadémia 1863-ban tagjává választotta Madáchot, akkor a A nőről, különösen aesthetikai szempontból című székfoglaló értekezésének kéziratát Bérczy Károly olvasta fel, mivel Madách ekkor már súlyos beteg volt. Bérczy lírája szentmentális: gyakori témája a halálvágy, a természetbe menekülés, a sorsszerűség. Gazdag szépirodalmi hagyatékából kiemelkednek műfordításai. Főleg Dickens műveit fordította és Puskin Anyegin című művét 1866-tól az ő fordítása népszerűsítette.

## Művei
- Bitorlott szerelem (1840)
- Az apostol (1848)
- Élet és ábránd I.-II. (elbeszélések, 1852)
- Élet-útak (1853)
- Világ folyása I.-II. (elbeszélések, 1854)
- Világkrónika. Népszerű eléadása az 1855. september elejétől 1856. october végeig történt nevezetesebb eseményeknek; Heckenast, Pest, 1856
- Az őrült nő sziklája
- Magyar-német és német-magyar vadász-műszótár (szerkesztő, 1860)
- Hazai és külföldi vadászrajzok; Emich, Pest 1863
- Magyar méneskönyv  Magyarországon volt és lévő angol telivér lovak jegyzéke és származása. Egy függelékkel; szerk. Bérczy Károly; Emich Ny., Pest 1865
- Madách Imre emlékezete (1866)
- A gyógyult seb; (1880)
- Hazai és külföldi vadászrajzok. Budapest (1882)
- Balogh Károly: B.K. ismeretlen naplója (1935)
- Feltámad a múlt; Siményi, Budapest, 1943
- Kísért a múlt...; Napsugár, Budapest, 1944 (Napsugár könyvek)